# FC Daugava Daugavpils
FC Daugava es un equipo de fútbol de Letonia, de la ciudad de Daugavpils que juega en la Segunda Liga de Letonia. 

## Historia
El equipo fue fundado en 2001 cómo FK Ditton por el empresario local Vladislavs Drīksne y recibió su nombre de su grupo empresarial homónimo. En 2007, después de que Ígor Mályshkov, un empresario ruso originario de Daugavpils, se había hecho accionista principal del club, cambiaron su nombre a FC Daugava, así queriendo «restablecer» el legendario equipo soviético FK Daugava Riga que existía entre 1944 y 1990.
Después de la temporada 2008-09 donde el equipo ganó la Copa de Letonia, Daugava se fusionó con el otro club de la ciudad, el Dinaburg FC, con el nuevo club conservando el nombre de Dinaburg. Además, Dinaburg tomó el lugar del Daugava en la UEFA Europa League 2009–10. En ese año el Dinaburg FC fue descendido a causa del arreglo de partidos, por lo que el Daugava decidió volver a crear la franquicia en la Primera División de Letonia en la siguiente temporada, mientras que el Dinaburg FC dejó de existir.
Debido a que Daugavpils es un de las ciudades más grandes de Letonia, la LFF le propuso al Daugava una plaza en la Virslīga, la cual aceptaron y en la temporada 2010 regresaron a la máxima categoría.
En el año 2011 tuvieron la mejor temporada de su historia, ya que lograron el tercer lugar de Liga y el la temporada siguiente lograron el título de Liga por primera vez en su historia.

## Palmarés
- Virslīga: 1

2012
- Copa de Letonia: 1

2008
- Super Copa de Letonia: 1

2013
- Segunda Liga de Letonia: 1

2001

## Participación en competiciones de la UEFA
| Temporada | Torneo                | Ronda            | Club          | Casa | Visita | Global  |  |
| --------- | --------------------- | ---------------- | ------------- | ---- | ------ | ------- |  |
| 2011–12   | UEFA Europa League    | Clasificatoria 1 | Tromsø IL     | 0–5  | 1–2    | 1–7     |  |
| 2012–13   | UEFA Europa League    | Clasificatoria 1 | FK Sūduva     | 2–3  | 1–0    | 3–3 (a) |  |
| 2013–14   | UEFA Champions League | Clasificatoria 2 | IF Elfsborg   | 0–4  | 1–7    | 1–11    |  |
| 2014–15   | UEFA Europa League    | Clasificatoria 1 | Víkingur Gøta | 1–1  | 1–2    | 2–3     |  |

### Cambios de nombres
- 2001: Fundado como FK Ditton.
- 2007: Renombrado como FC Daugava.
- 2008: Gana la liga de Letonia de 2008. Después de eso, se fusiona con el Dinaburg FC, tomando ese nombre.
- 2010: Devuelto el nombre de FC Daugava.

## Entrenadores
- Sergei Yuran (enero de 2006–diciembre de 2006)
- Sergei Kiriakov (junio de 2006–septiembre de 2006)
- Sergei Petrenko (julio de 2006–junio de 2007)
- Igor Kichigin (septiembre de 2006–diciembre de 2006)
- Igor Gamula (junio de 2007–noviembre de 2007)
- Mihails Zemļinskis (noviembre de 2007–agosto de 2008)[8]
- Igor Gamula (agosto de 2008–junio de 2009)
- Kirils Kurbatovs (junio de 2009–diciembre de 2009)
- Sergejs Pogodins (enero de 2010–febrero de 2010)
- Tamaz Pertia (interino) (febrero de 2010–enero de 2011)
- Aleksandr Laptev (febrero de 2010)
- Sergejs Pogodins (febrero de 2010–junio de 2010)
- Tamaz Pertia (julio de 2010–junio de 2011)
- Leonid Nazarenko (julio de 2011–diciembre de 2011)
- Ravil Sabitov (diciembre de 2011–mayo 12)
- Ivan Tabanov (2012–2014)
- Hennadiy Orbu (2014–)

## Gerencia
| Puesto           | Nombre            |
| ---------------- | ----------------- |
| Presidente       | Igor Malishkov    |
| Director general | Romāns Lajuks     |
| Director Técnico | Jevgēņijs Klopovs |